# Keyu Jin
Jin Keyu (en chino, 金刻羽; nacida el 13 de noviembre de 1982) es una economista china. Actualmente, es profesora asociada de economía en la Escuela de Economía de Londres y una Joven Líder Global del Foro Económico Mundial, especializada en macroeconomía internacional y la economía china. Su investigación se centra en los desequilibrios comerciales globales, los precios de activos globales y el modelo de crecimiento económico de China.

## Primeros años y educación
Jin nació en Pekín, China. Su padre, Jin Liqun, es un economista y político que anteriormente fue viceministro de finanzas de China y es el presidente fundador del Banco Asiático de Inversión en Infraestructura.: 136  A los 14 años, Jin se mudó al Bronx en Nueva York para asistir a la Horace Mann School, y luego a Cambridge (Massachusetts) para estudiar en la Universidad de Harvard.
Jin obtuvo su Licenciatura en Artes en economía en 2004 y su Doctorado en Filosofía (PhD) en economía en 2009, ambos por Harvard.

## Carrera
Jin es especialista en temas de política macroeconómica y financiera.: 136  Su investigación se centra en los desequilibrios globales y los precios de los activos, los motores del modelo de crecimiento chino, el impacto de la política del hijo único y el enigma del ahorro en China.
Entre 2009 y 2016, fue profesora asistente de economía en la Escuela de Economía de Londres, antes de convertirse en profesora asociada. Jin fue nombrada Joven Líder Global por el Foro Económico Mundial en 2014. También fue profesora visitante en la Universidad de Yale con la beca Cowles de septiembre a diciembre de 2012, así como en la Universidad de California, Berkeley de enero a mayo de 2015.
En 2022, Jin se unió al consejo de administración del Credit Suisse y fue miembro del Comité de Riesgos y del Comité de Transformación Digital y Tecnología. Es miembro del China Finance 40 Forum.: 136 
Jin ha asesorado y colaborado con el Banco Mundial, el Fondo Monetario Internacional y el Banco de la Reserva Federal de Nueva York. También ha trabajado en varias instituciones financieras como Goldman Sachs, JP Morgan y Morgan Stanley. Es columnista para Project Syndicate y la revista Caixin, y ha escrito artículos de opinión en medios como el Financial Times y el South China Morning Post. También es directora no ejecutiva del Grupo Richemont, la segunda mayor empresa de bienes de lujo del mundo. Formó parte de un comité de trabajo sobre Fintech de la Comisión Reguladora de la Banca de China y anteriormente formó parte del consejo editorial de la revista The Review of Economic Studies.

## Publicaciones

Jin hablando en el MWC 2025

### Libros
- The New China Playbook: Beyond Socialism and Capitalism, 16 de mayo de 2023.[16] En The New China Playbook, Jin argumenta que China ha logrado un progreso significativo sin seguir el "camino occidental" y que su innovación y desarrollo tecnológico desafían la idea de que el país deba converger con los sistemas económicos y políticos occidentales para continuar su desarrollo.[3]: 136  El libro presenta una visión positiva de los mecanismos chinos de intervención económica dirigida por el Estado.[3]: 136–137

### Artículos
- "La economía de China está dejando atrás a sus jóvenes educados", The Wall Street Journal, 11 de mayo de 2023[17]